# Eridanus
Eridanus (Floden Eridanus, eller rätt och slätt Floden) är en stjärnbild på södra stjärnhimlen. På latin heter den Eridanus vilket kommer från det grekiska namnet på den italienska floden Po. Stjärnbilden är en av de 88 moderna stjärnbilderna som erkänns av den Internationella Astronomiska Unionen.

## Historik
Eridanus var en av de 48 konstellationerna som listades av den antike astronomen Ptolemaios i hans samlingsverk Almagest.

## Mytologi
Eridanos omtalas i grekisk mytologi och av gamla författare som en stor flod vid världens norra eller västra gräns. Det berättas att Zeus dödade Phaethon genom att låta hans vagn och skenande hästar störta ner i floden Eridanos.

## Stjärnor
Eridanus är en av stjärnhimlens största stjärnbilder (6:a) och innehåller en av de ljusstarkaste stjärnorna på södra stjärnhimlen.
- α - Achernar (Alfa Eridani) är en dubbelstjärna av magnitud 0,45 och är den nionde ljusaste bland natthimlens stjärnor. Dess följeslagare ligger på 12,3 AU:s avstånd och har en omloppstid av ungefär 15 år. Egennamnet Achernar kommer från arabiska “ākhir an-nahr” som betyder “Slutet av floden”.
- β - Beta Eridani (Cursa) är en jätte av magnitud 2,80.
- θ - Theta Eridani (Acamar) är en dubbelstjärna av magnitud 3,2.
- γ - Gamma Eridani (Zaurak) är av magnitud 2,95.
- δ - Delta Eridani (Rana) är av magnitud 3,54.
- ε - Epsilon Eridani är en stjärna i huvudserien av magnitud 3,74. Den är den nionde bland de stjärnor som är närmast solen. Om man räknar enbart stjärnor som är synliga för blotta ögat är den tredje närmast.
- 40 Eridani (Keid) är en trippelstjärna av magnitud 4,43.

## Djuprymdsobjekt

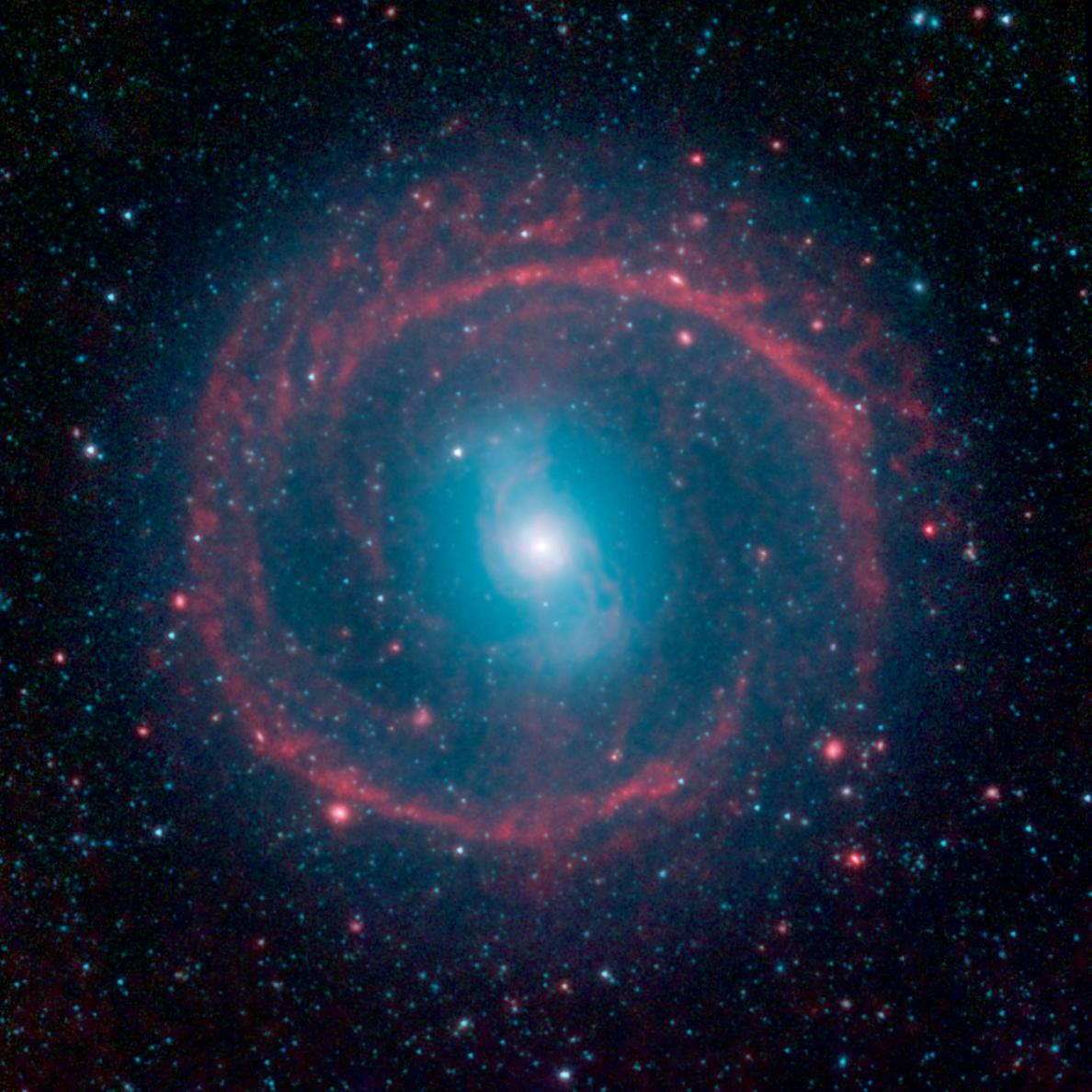
Den ringformiga galaxen NGC 1291 sedd av Spitzer Space Telescope.

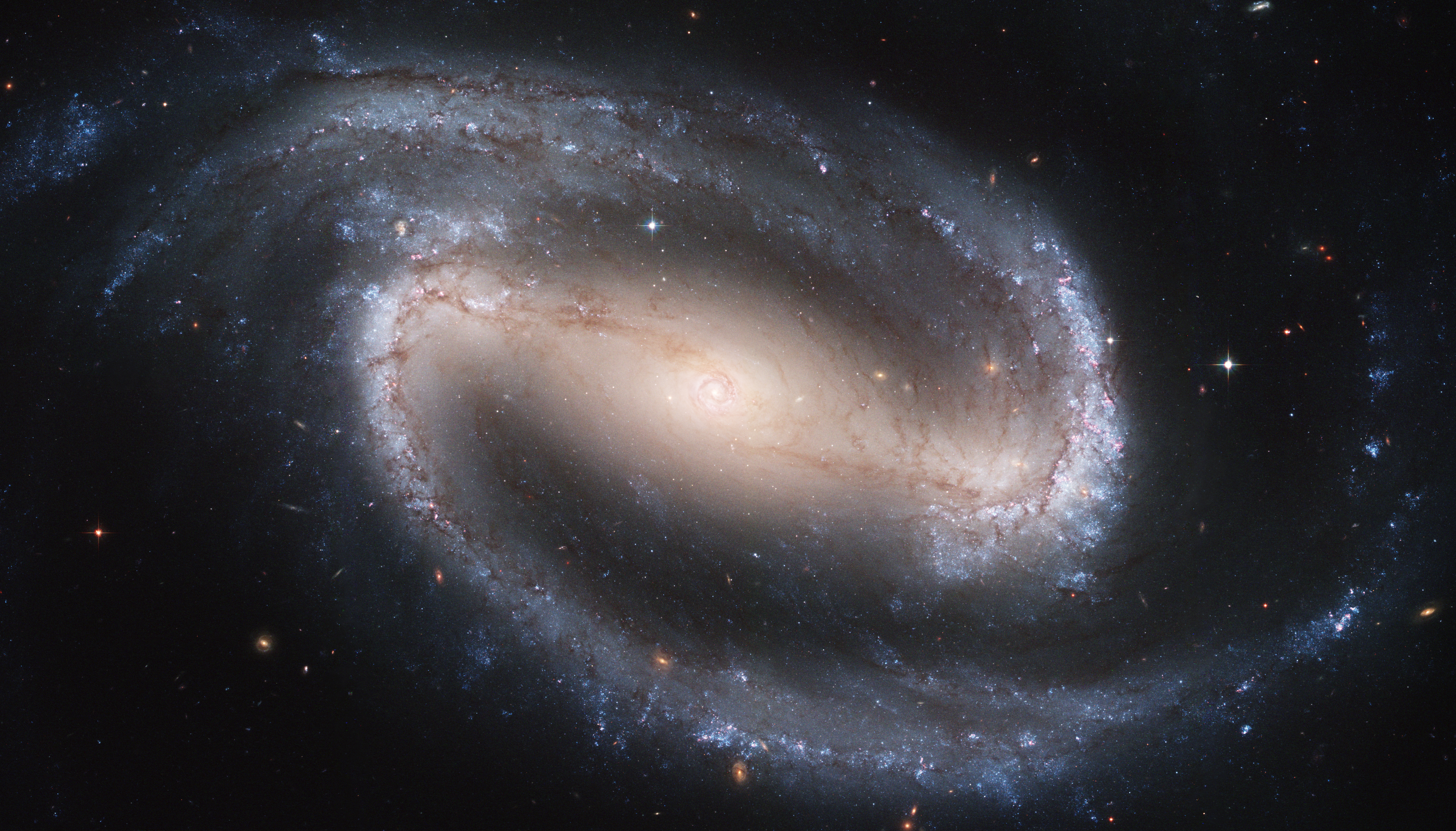
NGC 1300 sedd av Hubbleteleskopet.

Det finns gott om intressanta objekt i Eridanus. Här är några exempel.

### Galaxer
- NGC 1187 är en spiralgalax av magnitud 10,8 där två supernovautbrott observerats, SN 1982R och SN 2007Y.
- NGC 1232 är en elliptisk galax av magnitud 9,9.
- NGC 1291 är en ringformig galax av magnitud 8,5 som upptäcktes av den skotske astronomen James Dunlop. Den upptäcktes även oberoende av den tysk-brittiske astronomen William Herschel och fick då namnet NGC 1269 innan det stod klart att det var frågan om samma objekt.
- NGC 1300 är en spiralgalax av magnitud 10,4 som tillhör Eridanushopen.
- NGC 1332 är en elliptisk galax av magnitud 10,3.
- NGC 1395 är en elliptisk galax av magnitud 9,6.
- NGC 1404 är en elliptisk galax av magnitud 10,0.
- NGC 1407 är en elliptisk galax av magnitud 9,7.
- NGC 1427A är en oregelbunden galax av magnitud 12,8.
- NGC 1531 är en dvärggalax av magnitud 11,9 som interagerar med NGC 1532.
- NGC 1532 är en stavgalax av magnitud 9,9.

### Nebulosor
- NGC 1535 är en planetarisk nebulosa av magnitud 9,6 som befinner sig 1500 ljusår bort.

### Tomrum
- Eridanus tomrum är det största tomrum, d.v.s. ett område utan galaxer, som hittills upptäckts. Tomrummet är ungefär 1 miljard ljusår i diameter.[6]